# Connah's Quay

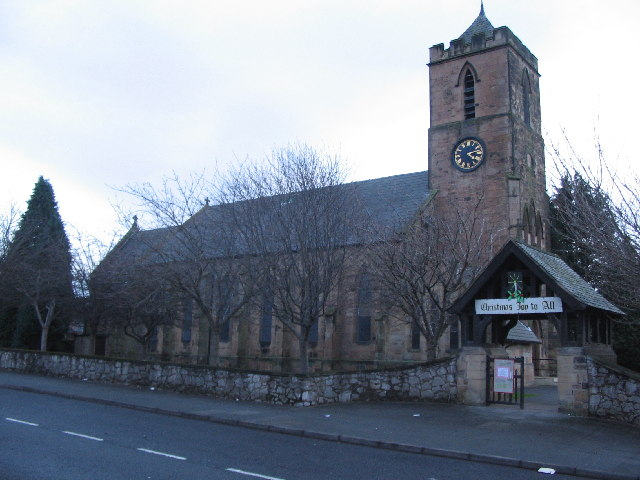
A Igreja de São Marcos em Connah's Quay.

Connah's Quay (galês: Cei Connah) é uma vila galesa no leste do condado de Flintshire, perto da fronteira com o condado inglês de Cheshire. A vila está perto do rio Dee. No censo de 2001 Connah's Quay teve uma população de 16.526 e por isso é a maior localidade de Flintshire.
Connah's Quay era conhecido como New Quay (Novo Berço), mas havia uma confusão devido a outras localidades britânicas e o nome foi mudado após 1860. Não é conhecido a identidade de Connah. O porto da vila exportava a cerâmica de Buckley, e tinha um estaleiro.
O barulho de Wepre Brook, um corrego perto de Connah's Quay, foi gravado por The Stone Roses em 1994 como a introdução para seu segundo álbum, Second Coming. Connah's Quay foi mencionado nas letras da canção Imaginary Friend pela banda galesa Catatonia.
O Connah's Quay Nomads Football Clube foi fundado em 1946 e foi um fundador da Premier League de Gales em 1992. Ficou fora em 2010 pela primeira vez e voltou em 2012 após ganhar o Cymru Alliance.